# Lina Yegros
Avelina Yegros Antón, conocida artísticamente como Lina Yegros (Madrid, 6 de diciembre de 1914-Madrid, 19 de mayo de 1978) fue una actriz española, que participó en un total de treinta y seis películas a lo largo de su carrera cinematográfica, que abarcó desde la década de 1930 hasta mediados de la de 1960.

## Biografía
Lina Yegros formaba parte de una familia de militares y pasó su infancia en Ceuta, Melilla y Canarias, hasta que se instaló definitivamente en Madrid en 1930.
A los dieciséis años ingresó como meritoria en el madrileño Teatro Alcázar, con la Compañía de Juan Bonafé-Gelabert. Allí conoció al actor Alfonso Albalat con quien se casó y se fue de gira por Latinoamérica con la recién inaugurada compañía de Irene López de Heredia.
De vuelta a España tras la gira teatral latinoamericana, debutó en el cine con un papel de reparto en La bien pagada, a la que siguió la exitosa Sor Angélica, y otros melodramas como El secreto de Ana María, El octavo mandamiento, ¿Quién me quiere a mí? o La millona.
La Guerra civil española interrumpió su trayectoria ascendente y al final de la contienda intentó seguir con su imagen anterior con Manolenka, pero el fracaso de la película motivó que su carrera virara del melodrama a la comedia, con títulos de cierto éxito como Un marido a precio fijo, Ni tuyo ni mío, ambas de Gonzalo Delgrás.
Mediada la década de 1950 se apartó notablemente del medio cinematográfico, priorizando el teatro entre sus actividades. A inicios de la década siguiente intervino en papeles de reparto en films de toda clase, tras lo cual abandonó definitivamente la interpretación, falleciendo doce años después.
En los premios del Sindicato Nacional del Espectáculo correspondientes a 1976 recibió el premio a la mejor labor femenina de toda una vida.

## Filmografía completa
- La bien pagada (1934)
- Sor Angélica (1934)
- El secreto de Ana María (1935)
- El octavo mandamiento (1936)
- ¿Quién me quiere a mí? (1936)
- La millona (1937)
- Manolenka (1939)
- Polizón a bordo (1941)
- Unos pasos de mujer (1941)
- La Condesa María (1942)
- Un marido a precio fijo (1942)
- Ni tuyo ni mío (1944)
- Leyenda de Navidad (1947)
- Fuenteovejuna (1947)
- La calumniada (1947)
- La dama del armiño (1947)
- Vendaval (1949)
- Pequeñeces (1950)
- Vértigo (1950)
- Debla, la virgen gitana (1951)
- Ha desaparecido un pasajero (1953)
- Malvaloca (1954)
- Tres huchas para Oriente (1954)
- Te doy mi vida (1958)
- Canción de cuna (1961)
- Cariño mío (1961)
- Han matado a un cadáver (1961)
- Rosa de Lima (1961)
- Teresa de Jesús (1961)
- Aprendiendo a morir (1962)
- Bochorno (1963)
- Las gemelas (1963)
- Los guerrilleros (1963)
- El escuadrón de la muerte (1965)
- La pandilla (1965)
- Clarines y campanas (1966)